# 大斑金吉鱸
大斑金吉鱸為輻鰭魚綱鱸形目鱸亞目河鱸科的其中一種，分布於歐洲多瑙河、德涅斯特河流域，體長可達22公分，棲息在水流快速、礫石底質的溪流，黃昏時活動，以底棲無脊椎動物為食，繁殖期在3-5月，可做為食用魚。